# Relationer mellan Sverige och USA
Relationer mellan Sverige och USA syftar på de bilaterala relationerna mellan Sverige och USA i olika intressefrågor. Den påbörjades i slutet av 1700-talet, varefter länderna har haft starka band.

## Relationshistoria

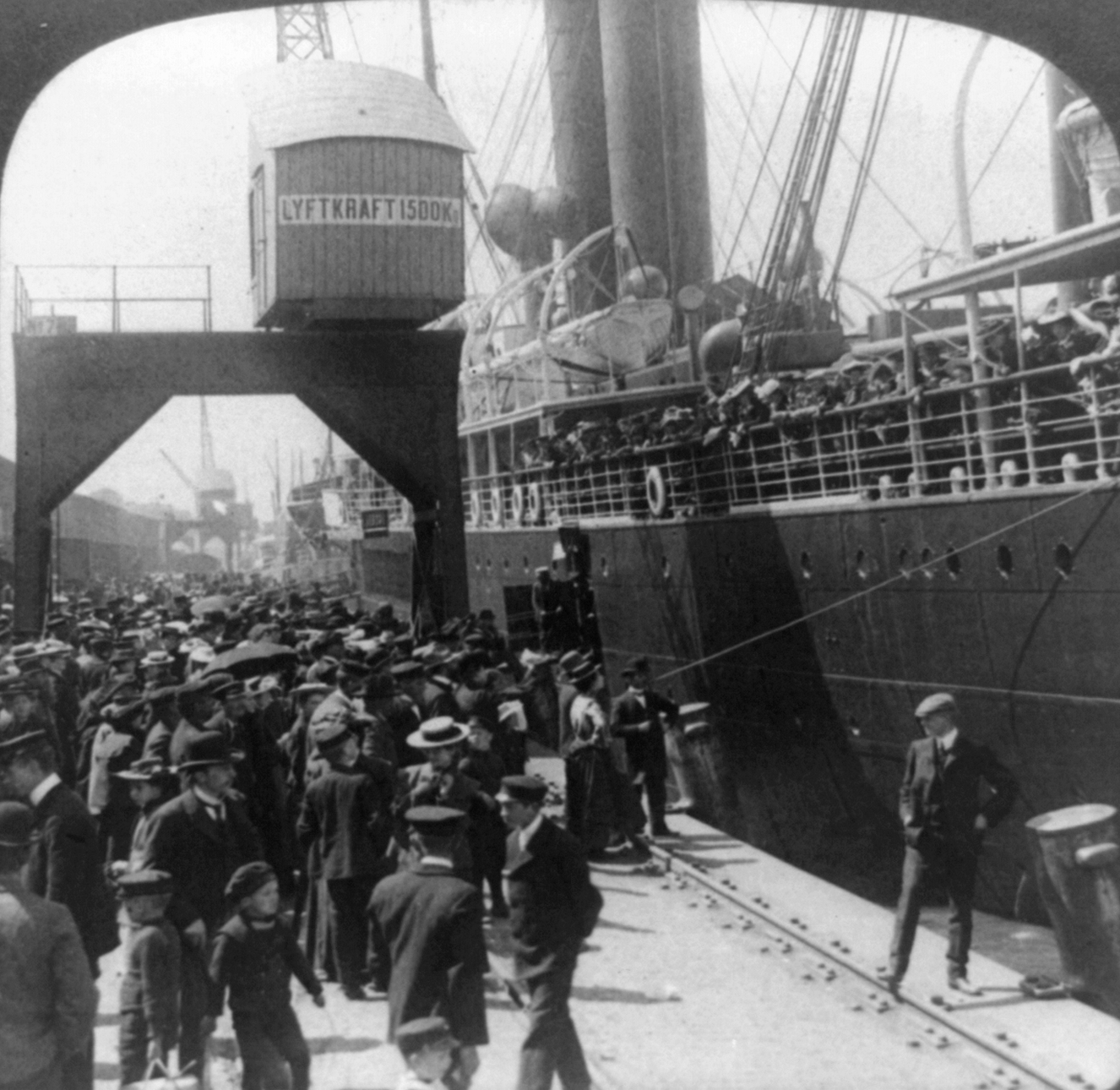
En Amerikabåt lämnar hamnen i Göteborg 1905.

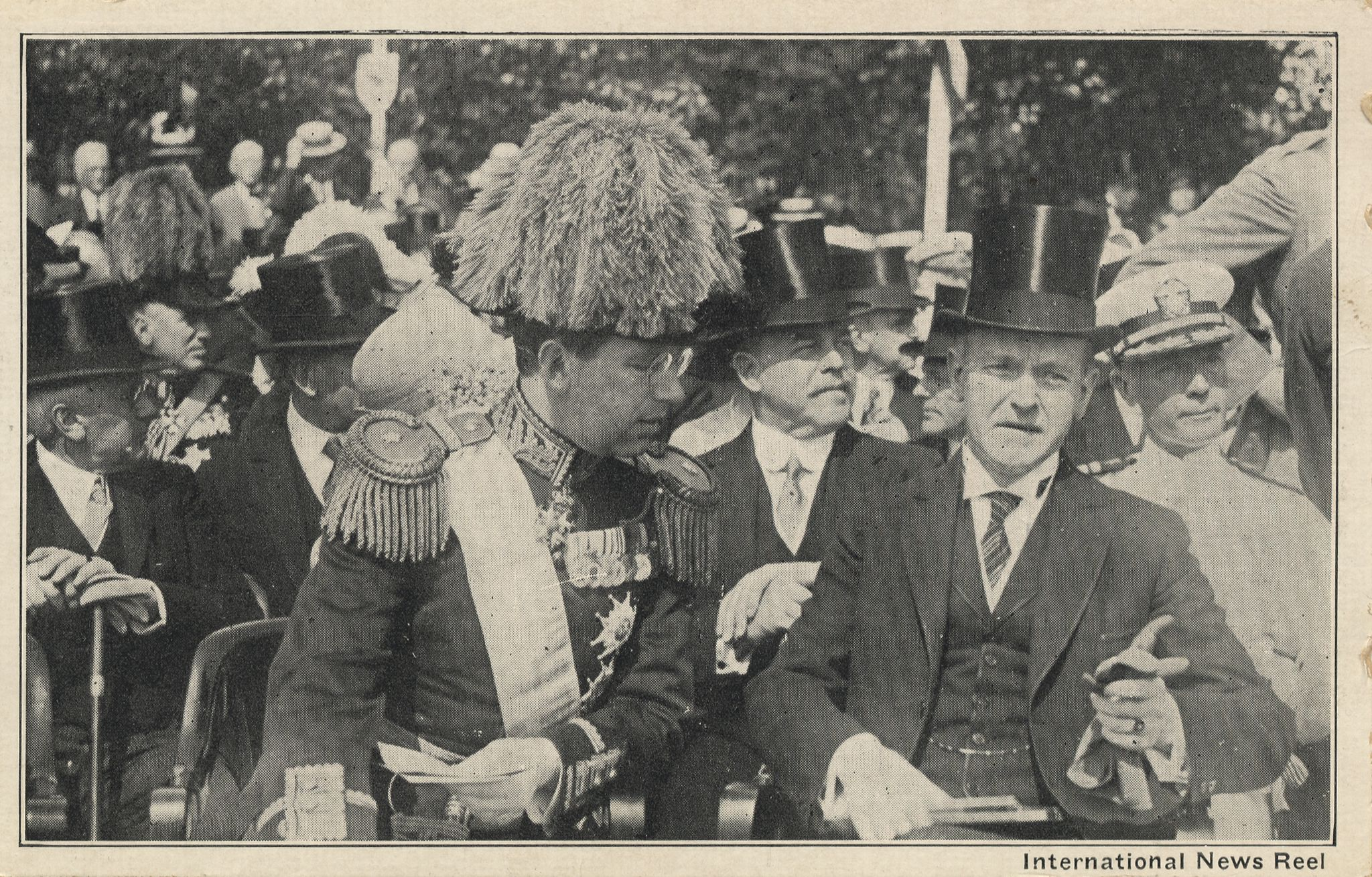
Kronprins Gustaf Adolf och president Calvin Coolidge vid avtäckandet av John Ericsson National Memorial i Washington, D.C., 29 maj 1926.

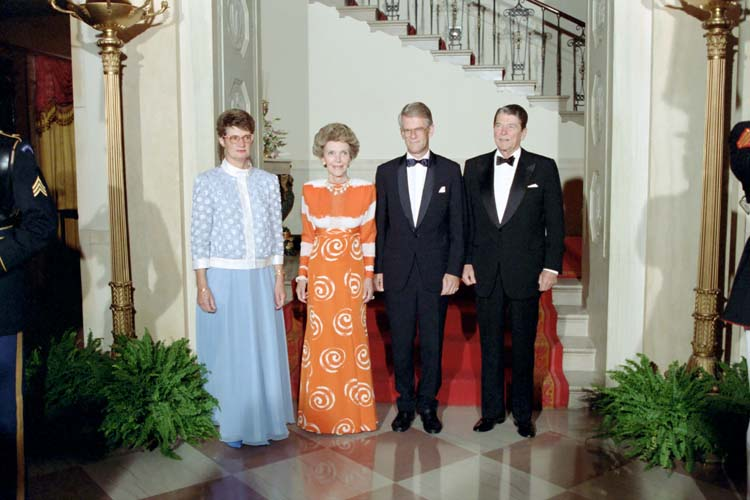
Sveriges statsminister Ingvar Carlsson och hustrun Ingrid tillsammans med USA:s president Ronald Reagan och hustrun Nancy vid inträdet till statsbanketten i Vita huset den 9 september 1987.

Precis som många europeiska stater deltog Sverige i kolonialkapplöpningen om Amerika som på allvar startade under 1600-talet. Den första svenska bosättningen längs med Delawareflodens bankar skapades 1638 och döptes till Nya Sverige. Kolonin erövrades dock av Nederländerna 1655.
Sverige blev den andra staten att erkänna USA som självständig stat, efter Frankrike som var direkt inblandad i amerikanska revolutionskriget. 1783 skrev USA:s ambassadör i Paris, Benjamin Franklin, och Sveriges ambassadör, greve Gustaf Philip Creutz, på ett svensk-amerikanskt vänskaps- och handelstraktat. Utöver detta hade flera svenska officerare deltagit i kriget såsom greve Curt von Stedingk och greve Axel von Fersen, den senare var adjutant till den franske general Rochambeau och von Fersen agerade tolk mellan denne och general Washington.
Sverige och USA var allierade under åren 1801-02 då man utkämpade det Första barbareskkriget mot slavhandlarna på Barbareskkusten i Medelhavet.
Åren 1820–1930 emigrerade uppskattningsvis 1,3 miljoner svenskar motsvarande en tredjedel av Sveriges befolkning till Nordamerika, de flesta till USA. Precis som med irländarna handlade det ofta om fattigdom i Sverige, framför allt när skörden slog fel. Bara Storbritannien (framför allt Irland, som då ingick i Storbritannien) och Norge hade högre emigration. De flesta svenska emigranter bosatte sig i centrala och västra USA. Runt 1910 hade Chicago en större population av svenskar än Göteborg. Minnesota var också en plats där många svenska emigranter bosatte sig. Många svenskamerikaner deltog som soldater i amerikanska inbördeskriget.
Den första svenske regeringschefen att möta en amerikansk president var statsminister Tage Erlander, som mötte president Harry S. Truman i Vita huset 1952.

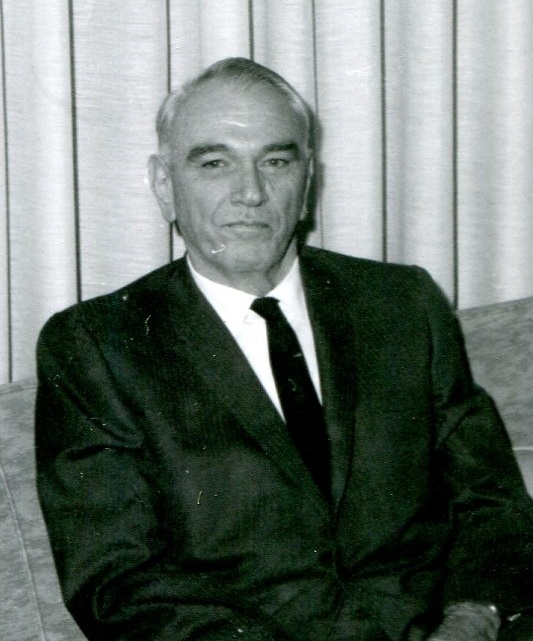
Amerikanske ambassadören William Womack Heath som hemkallades 1967.

Åren 1968–1974 kännetecknades av relationsproblem mellan Sverige och USA, främst på grund av Sveriges uttryckta missnöje med USA:s krigföring i Indokina. I februari 1968 kallade USA hem sin ambassadör från Sverige då Sveriges ecklesiastikminister Olof Palme deltagit i en protest i Stockholm mot kriget tillsammans med Nordvietnams Sovjet-ambassadör Nguyen Tho Chan. USA:s ambassadörspost till Sverige stod sedan tom fram till februari 1970. I december 1972 höll Sveriges dåvarande statsminister Olof Palme ett jultal over svensk nationell radio där han jämförde USA:s bombning av Hanoi med flera av nazisternas våldsdåd. USA:s regering kallade jämförelsen en "grov förolämpning" och återigen avbröt man de diplomatiska förbindelserna med Sverige (vilka låg nere i över ett år).
Relationerna förbättrades då USA dragit sig ur Vietnamkriget, och senare även då Thorbjörn Fälldin blev Sveriges statsminister 1976. Efter Palmemordet 1986 och Ingvar Carlssons tillträde som Sveriges statsminister, fortsatte återställningen av de goda förbindelserna mellan Sverige och USA. För första gången sedan Tage Erlanders besök hos John F. Kennedy 1961 inbjöds en svensk statsminister till Vita huset då Ingvar Carlsson möte USA:s president Ronald Reagan 1987.
Ingvar Carlssons efterträdare som statsminister, Carl Bildt, besökte både president George H. W. Bush 1992 och president Bill Clinton 1994.
Genast efter 11 september-attackerna, uttryckte Sveriges regering sina sympatier med USA och stödde den USA-ledda invasionen av Afghanistan. Dock motsatte sig Sverige, precis som många andra europeiska staters regeringar, den USA-ledda invasionen av Irak i mars 2003, då man ansåg att den kränkte den internationella rätten. Däremot var Sveriges statsminister Göran Persson relativt mild i sin kritik mot USA jämfört med Olof Palmes starka kritik mot USA:s krigföring i Indokina.

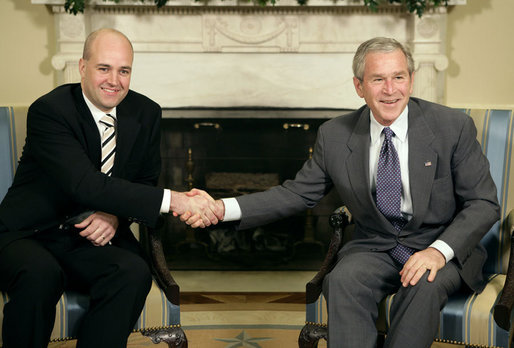
Sveriges statsminister Fredrik Reinfeldt och USA:s president George W. Bush vid Vita huset den 15 maj 2007.

I sin regeringsförklaring presenterad till Sveriges riksdag den 6 oktober 2006, förklarade Sveriges statsminister Fredrik Reinfeldt, ledare för en höger-centerregering, att hans nya regering skulle arbeta för att "stärka den transatlantiska länken". Fredrik Reinfeldts parti, Moderata samlingspartiet, är mer proamerikanskt än Socialdemokratiska arbetarepartiet, och stödde den USA-ledda invasionen av Irak 2003, samt svenskt medlemskap i NATO. Man har vissa band till USA:s republikanska parti. Fredrik Reinfeldt besökte USA:s president George W. Bush vid Vita huset den 15 maj 2007.
I september 2013 besökte USA:s president Barack Obama Sverige, vilket var det första bilaterala besöket av en sittande amerikansk president i Sverige. I samband med besöket beskrevs relationen mellan länderna som ”bättre än någonsin”. Statsvetare Jan Joel Andersson vid Utrikespolitiska Institutet pekade då bland annat på att Sverige inom EU drivit på för frihandel samt att Sverige bidragit till insatsen i Libyen 2011 som orsaker till de goda relationerna.

### Minnesmärken
Följande är ett urval på minnesmärken som under åren avtäckts som påminnelser och svensk-amerikanska relationer:
- Gustav III (1923), staty i Näckrosdammen, Göteborg, Sverige
- Pennsylvaniamonumentet (1937), monument i Gamla Varvsparken, Göteborg, Sverige
- Delawaremonumentet (1938), monument i Christina State Park, Wilmington, USA.
- Delawaremonumentet (1958), monument på Stenpiren, Göteborg, Sverige.

## Ekonomiska förbindelser

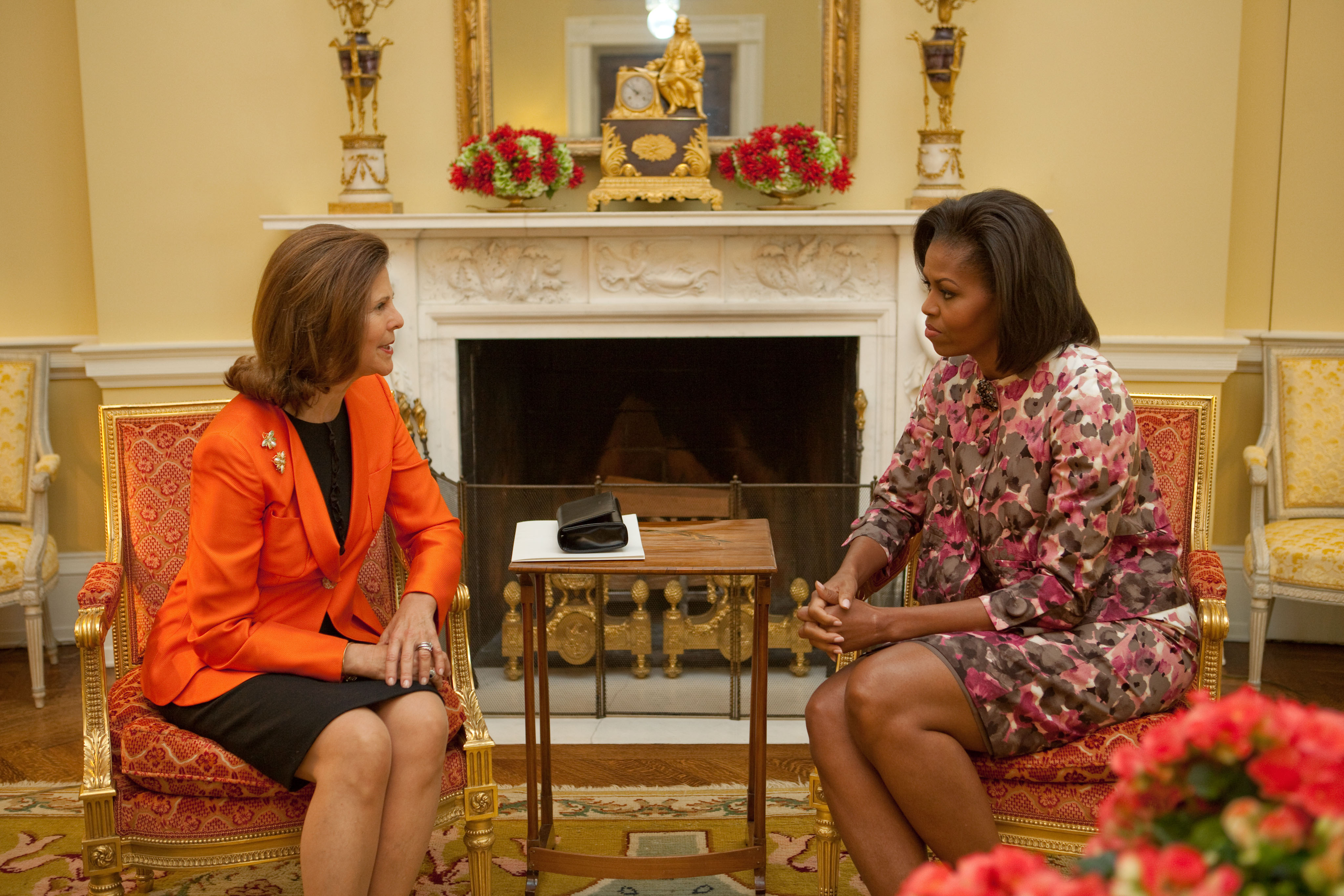
Drottning Silvia möter Michelle Obama i Vita huset, 23 oktober 2009.

Sverige och USA har starka ekonomiska band. USA är för närvarande Sveriges tredje största handelspartner, och amerikanska företag är de mest representerade bland utländska företag i Sverige.

## Militära relationer

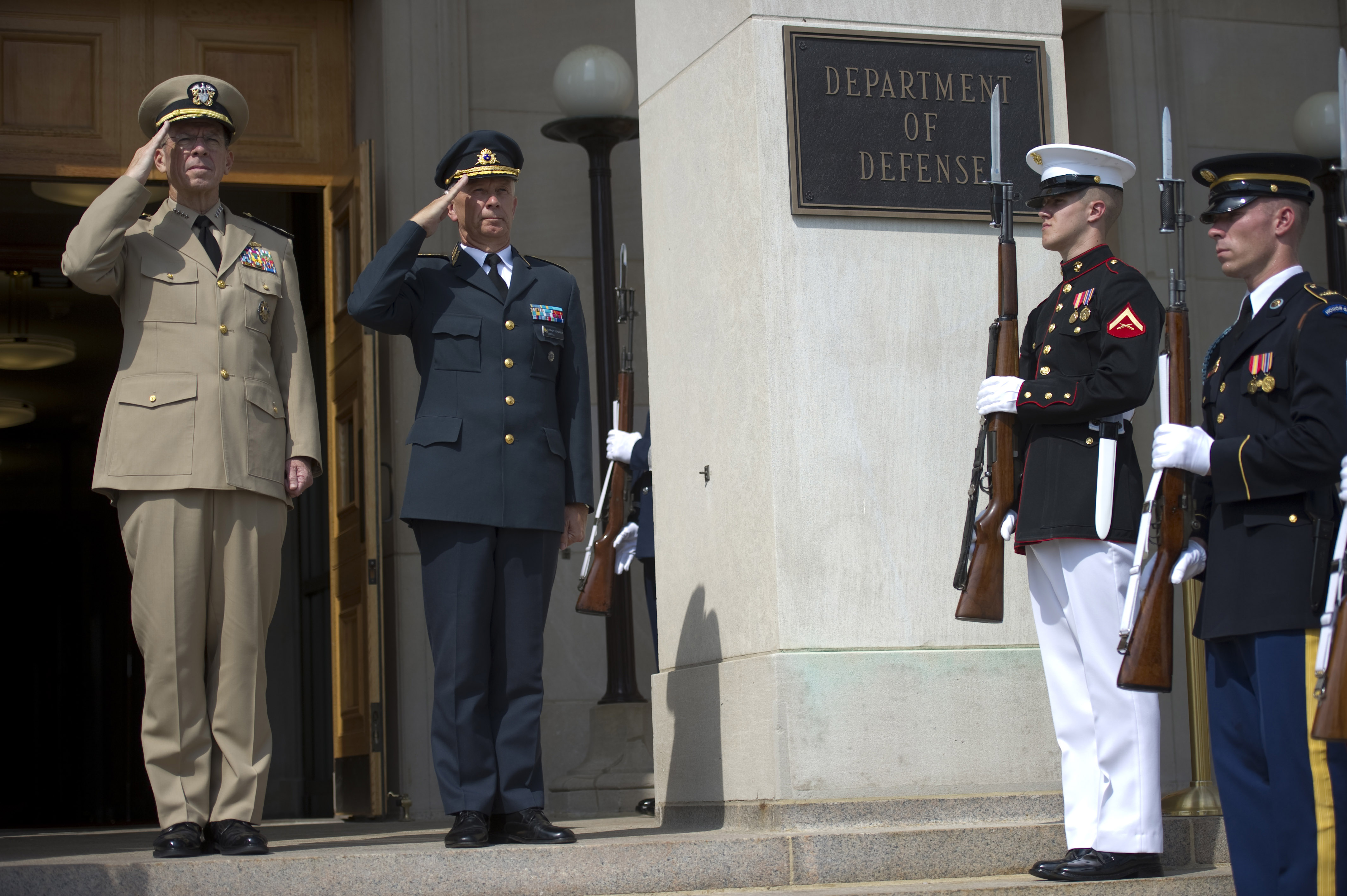
USA:s försvarschef amiral Michael Mullen välkomnar sin svenske kollega överbefälhavaren general Sverker Göranson till försvarshögkvartet Pentagon den 5 augusti 2010.

Fastän Sverige sedan länge fört en neutralitetspolitik i internationella frågor, hade Sverige ändå ett militärt samarbete med USA under andra världskriget. Enligt Försvarsmakten tog Sverige emot 160 bombplan och över 1 400 flygare på svenskt territorium under den perioden. Därtill hade USA en flygattaché i Stockholm, överstelöjtnant Felix Hardison. Amerikansk servicepersonal lagade de amerikanska flygplanen i Malmö, Göteborg och Bromma.
Sverige deltar numera i Nato-relaterade Partnerskap för fred och EAPR. Sverige deltog med omkring 500 soldater i International Security Assistance Force (ISAF), under Nato:s kommando, i Afghanistan. Under inbördeskriget i Libyen fanns det svenska Flygvapnet på plats och arbetade i nära samarbete med Nato och USA. Alla svenska stridsflygplan är numera anpassade efter Nato:s krav och system. 
Under det Kalla krigets dagar förberedde Sveriges regering i hemlighet för militärt stöd från USA vid händelse av sovjetiskt anfall.

## Lista över besök

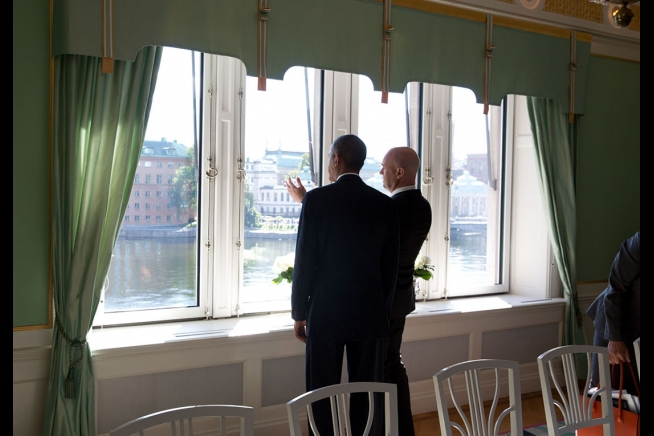
Barack Obama och Fredrik Reinfeldt i Rosenbad i Stockholm 2013.

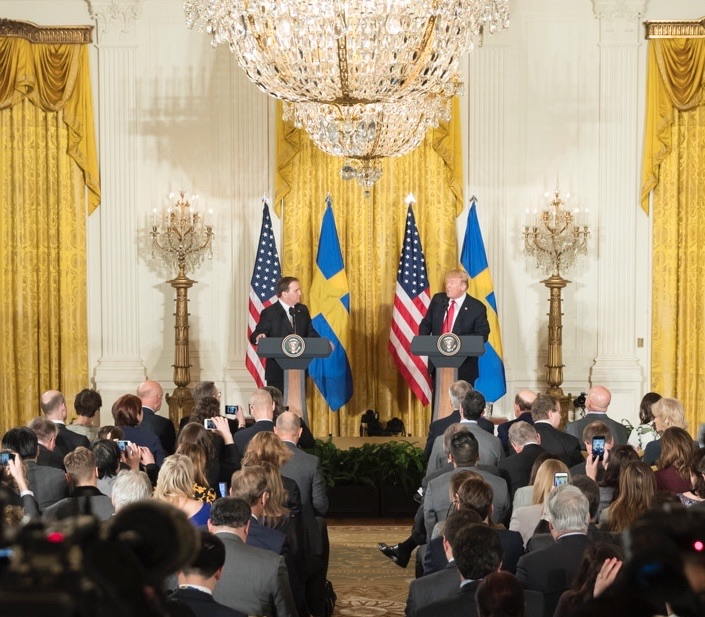
Donald Trump och Stefan Löfven i Vita huset, 6 mars 2018.

| Gäst                                                        | Värd                                                   | Syfte | Plats                                                               | Datum                             | Referens                    |
| ----------------------------------------------------------- | ------------------------------------------------------ | --- | ------------------------------------------------------------------- | --------------------------------- | --------------------------- |
| Kronprins Gustaf Adolf                                      | President Calvin Coolidge                              | Del av kronprinsparets rundresa genom USA | John Ericsson National Memorial & Vita huset, Washington, DC        | 29 maj 1926                       | [ 12 ]                      |
| Prins Bertil, hertig av Halland Kronprinsessan Louise       | President Franklin D. Roosevelt                        | Nya Sverige – 300 årsjubileum | Wilmington, Delaware Springwood, Hyde Park, New York                | 27 juni 1938 1 juli 1938          | [ 13 ]                      |
| Prins Bertil, hertig av Halland Statsrådet Karin Kock       | President Harry S. Truman                              | Pionjärjubileet | Chicago, Illinois                                                   | 3 juni 1948                       | [ 14 ]                      |
| Statsminister Tage Erlander                                 | President Harry S. Truman                              | | Vita huset, Washington, DC                                          | 14 april 1952                     | [ 15 ]                      |
| Statsminister Tage Erlander                                 | President Dwight D. Eisenhower                         | | Vita huset, Washington, DC                                          | 24 november 1954                  | [ 15 ]                      |
| Statsminister Tage Erlander                                 | President John F. Kennedy                              | | Vita huset, Washington, DC                                          | 29 mars 1961                      | [ 15 ]                      |
| Vicepresident Lyndon B. Johnson                             | Kung Gustaf VI Adolf                                   | Begravning av Förenta nationernas generalsekreterare Dag Hammarskjöld                                                                           | Uppsala domkyrka & Uppsala slott, Uppsala, Sverige                  | 29 september 1961                 | [ 15 ]                      |
| Vicepresident Lyndon B. Johnson                             | Kung Gustaf VI Adolf Statsminister Tage Erlander       | | Sofiero slott, Helsingborg, Sverige Kanslihuset, Stockholm, Sverige | 3 september 1963 5 september 1963 | [ 15 ]                      |
| Statsminister Tage Erlander Prins Bertil, hertig av Halland | President Lyndon B. Johnson Änkefru Jacqueline Kennedy | President John F. Kennedys statsbegravning | Cathedral of St. Matthews & Vita huset, Washington, DC              | 25 november 1963                  |                             |
| Kung Carl XVI Gustaf                                        | President Gerald Ford                                  | | Vita huset, Washington, DC                                          | 5 april 1976                      | [ 16 ] [ 15 ]               |
| Statsminister Ola Ullsten                                   | President Jimmy Carter Vicepresident Walter Mondale    | | Vita huset, Washington, DC                                          | 18 januari 1979                   | [ 15 ]                      |
| Vicepresident Walter Mondale                                | Statsminister Ola Ullsten                              | | Kanslihuset, Stockholm, Sverige                                     | Maj 1979                          | [ 15 ]                      |
| Kung Carl XVI Gustaf                                        | President Ronald Reagan                                | | Vita huset, Washington, DC                                          | 22 november 1981                  | [ 15 ]                      |
| Vicepresident George H.W. Bush                              | Statsminister Olof Palme                               | | Rosenbad, Stockholm, Sverige                                        | 27 juni 1983                      | [ 15 ]                      |
| Fru Nancy Reagan                                            | Drottning Silvia Socialminister Gertrud Sigurdsen      | Förevisning av svenska insatser mot narkotikamissbruk                                                                                           | Stockholm, Upplands Väsby & Drottningholms slott                    | 8-11 Juni 1987                    | [ 17 ] [ 18 ] [ 19 ] [ 15 ] |
| Statsminister Ingvar Carlsson                               | President Ronald Reagan                                | Officiellt besök | Vita huset, Washington, DC                                          | 9 september 1987                  | [ 15 ]                      |
| Kung Carl XVI Gustaf                                        | President Ronald Reagan                                | Nya Sverige – 350 årsjubileum | Vita huset, Washington, DC                                          | 11 april 1988                     | [ 15 ]                      |
| Statsminister Carl Bildt                                    | President George H.W. Bush                             | Arbetsbesök | Vita huset, Washington, DC                                          | 20 februari 1992                  | [ 15 ]                      |
| Statsminister Carl Bildt                                    | President Bill Clinton                                 | | Vita huset, Washington, DC                                          | 1 december 1993                   |                             |
| Statsminister Göran Persson                                 | President Bill Clinton                                 | | Vita huset, Washington, DC                                          | 6 augusti 1996                    | [ 15 ]                      |
| Kronprinsessan Victoria                                     | President Bill Clinton                                 | Lunch, i samband med invigning av nordisk vikingautställning                                                                                    | Vita huset, Washington DC                                           | 28 april 2000                     | [ 20 ]                      |
| President George W. Bush                                    | Kung Carl XVI Gustaf Statsminister Göran Persson       | Europeiska rådets toppmöte i Göteborg 2001 | Gunnebo slott, Residenset & Svenska Mässan                          | 14 juni 2001                      | [ 15 ]                      |
| Statsminister Göran Persson                                 | President George W. Bush                               | | Vita huset, Washington, DC                                          | 3 december 2001                   | [ 15 ]                      |
| Kronprinsessan Victoria                                     | Fru Laura Bush                                         | | Vita huset, Washington, DC                                          | 5 november 2003                   | [ 21 ]                      |
| Statsminister Göran Persson                                 | President George W. Bush                               | | Vita huset, Washington, DC                                          | 28 april 2004                     | [ 15 ]                      |
| Kung Carl XVI Gustaf                                        | President George W. Bush                               | | Vita huset, Washington, DC                                          | 23 oktober 2006                   | [ 22 ] [ 15 ]               |
| Statsminister Fredrik Reinfeldt                             | President George W. Bush                               | | Vita huset, Washington, DC                                          | 15 maj 2007                       | [ 15 ]                      |
| Drottning Silvia                                            | Fru Michelle Obama                                     | | Vita huset, Washington DC                                           | 23 oktober 2009                   | [ 23 ]                      |
| Statsminister Fredrik Reinfeldt                             | President Barack Obama                                 | | Vita huset, Washington, DC                                          | 2 november 2009                   | [ 15 ]                      |
| Kung Carl XVI Gustaf                                        | Vicepresident Joe Biden                                | Nya Sverige – 375 årsjubileum | Wilmington, Delaware                                                | 11 maj 2013                       | [ 24 ]                      |
| President Barack Obama                                      | Kung Carl XVI Gustaf Statsminister Fredrik Reinfeldt   | Officiellt besök | Rosenbad, Stora synagogan, KTH, Slottet                             | 4-5 september 2013                | [ 15 ]                      |
| Statsminister Stefan Löfven                                 | President Barack Obama                                 | Amerikansk-nordiska toppmötet | Vita huset, Washington, DC                                          | 13 maj 2016                       | [ 25 ]                      |
| Vicepresident Joe Biden                                     | Statsminister Stefan Löfven                            | Bilateralt möte | Rosenbad, Stockholm                                                 | 25 augusti 2016                   | [ 26 ]                      |
| Statsminister Stefan Löfven                                 | President Donald Trump                                 | Bilateralt möte och gemensam presskonferens | Vita huset, Washington, DC                                          | 6 mars 2018                       |                             |
| Statsminister Magdalena Andersson                           | President Joe Biden                                    | Möte tillsammans med Finlands president Sauli Niinistö om Sveriges och Finlands NATO-ansökningar samt gemensam presskonferens i Rosenträdgården | Vita huset, Washington, DC                                          | 19 maj 2022                       |                             |